# Frippertronics
Frippertronics – technika nagrywania używana przez Roberta Frippa (King Crimson). Po raz pierwszy została użyta przez Terry’ego Rileya oraz Pauline Oliveros.
Frippertronics polega na sprzęgnięciu gitary z dwoma magnetofonami połączonymi jedną pętlą taśmy. Dźwięk jest nagrywany na pierwszym z nich a następnie odtwarzany, z pewnym opóźnieniem, na drugim. Długość opóźnienia może być regulowana przez zwiększenie odległości między magnetofonami.